# Öffag C.II
Oeffag C.II byl rakousko-uherský dvoumístný průzkumný dvouplošník, který byl užívaný v době první světové války. Letoun se na rozdíl od svého předchůdce, kterým byl Öffag C.I, těšil dobré pověsti v leteckých jednotkách. Letci dokonce tvrdili, že byl lepší, než stroj Hansa-Brandenburg C.I.

## Vznik
Zakázka společnosti Oeffag s Luftfahrtruppen na dodání 32 strojů C.II byla uzavřena v únoru 1916. Letouny sériových čísel 52.01-52.32 měly pohánět stojaté šestiválce Austro-Daimler AD 6/17 o výkonu 118 kW chlazené kapalinou. První tři prototypy 52.01-52.03 byly dokončeny v březnu. Během testů u leteckého arzenálu byly na prvních třech strojích provedeny technické změny. Letoun 52.02 například obdržel zvýšené střeliště pozorovatele, ladila se tuhost řízení a systém chlazení motoru. U jiného prototypu se zkoušelo výškové kormidlo bez rohového vyvážení. Standardní výzbrojí sériových strojů byl pevný nesynchronizovaný kulomet Schwarzlose M 7/12 ráže 8 mm, instalovaný ve snímatelném pouzdře nad baldachýnem horního křídla střílející nad okruhem dvoulisté vrtule, který ovládal pilot. Pozorovatel v zadním prostoru obsluhoval pohyblivou zbraň stejného typu uchycenou na oběžném kruhu.

## Vývoj
Již v prosinci 1916 objednalo rakousko-uherské letectvo u výrobce dalších 32 exemplářů, které měly vykazovat provozní zlepšení. Tyto C.II se značily jako série 52.5 (52.50-52.81). Předepsané nové pohonné jednotky AD 6 série 18 o výkonu 136 kW obdrželo jen několik prvních kusů, ostatní byly dokončovány s původními motory.

## Nasazení
Od podzimu 1916 byly C.II série 52 předávány obvykle po třech kusech jednotkám Flik č. 3, 5, 13, 14, 18, 20, 22, 25, 27 a 30 na ruské frontě na doplnění stavů a náhrada starších typů Aviatik B.II a B.III.
Letouny Oeffag C.II série 52.5 přebíraly v roce 1917 jednotky Flik č. 5, 11, 13, 18, 22 a 26 opět na ruské frontě, 31, 36 a 44 na rumunské frontě a 6 v Albánii.
Už na začátku léta 1917 byly stroje Oeffag C.II obou sérií stahovány do zázemí. U výrobce byly následně přebudovány na cvičné letouny s dvojím řízením a zařazovány ke školním jednotkám mimo bojovou oblast. V srpnu 1918 tak u bojových jednotek sloužilo pouze 6 kusů C.II.
Po válce stroje sloužily i v československém vojenském letectvu a polském letectvu.

## Specifikace (C.II série 52)
Údaje dle

### Technické údaje
- Osádka:
- Rozpětí: 12,71 m
- Délka: 8,40 m
- Výška: 3,27 m
- Nosná plocha: 38,00 m
- Hmotnost prázdného letounu: 885 kg
- Vzletová hmotnost: 1205 kg
- Pohonná jednotka:
- Výkon pohonné jednotky:

### Výkony
- Maximální rychlost u země: 140 km/h
- Cestovní rychlost ve výšce: 135 km/h
- Výstup do 3000 m: 28 min
- Dostup: 4700 m
- Vytrvalost: 2,4 h